# MEK6800D2

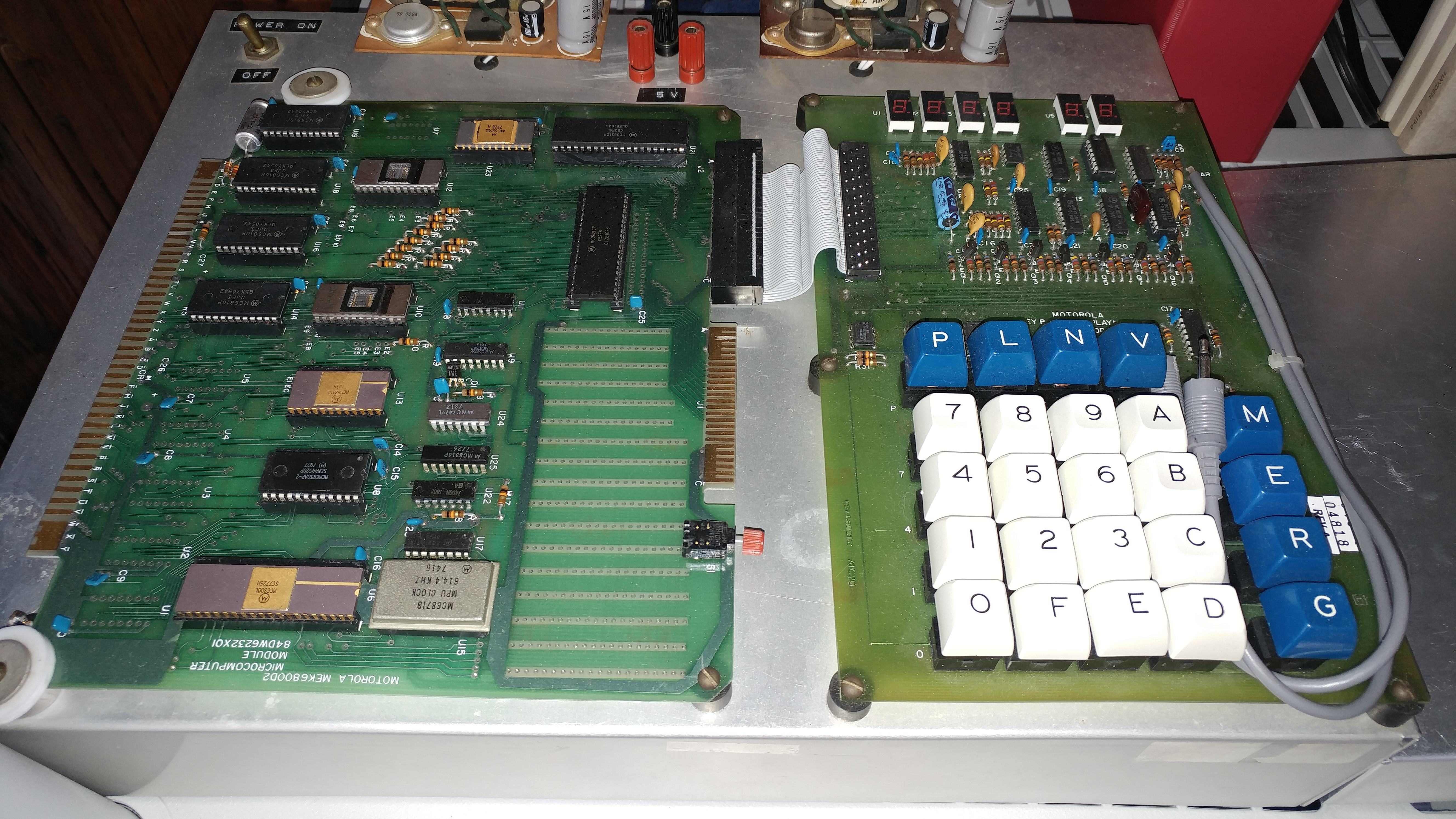
En Motorola MEK6800D2 Mikrodator, cirka 1976. Denna mikrodator är baserad på Motorolas 8-bitars MC6800 8-bitars mikroprocessor. Kretskortet till vänster är modulen med 6800 mikroprocessor tillsammans med minne och I/O-enheter. Kretskortet till höger är tangentbord/displaymodulen bestående av ett hexadecimalt tangentbord, funktionstangenter och 7-segmentsdisplay vilka visar 16-bitars adresser och 8-bitars data.

MEK6800D2 var ett utvecklingskort för Motorola 6800 mikroprocessor, tillverkad av Motorola 1976. Den hade ett tangentbord med hexadecimala tangenter och en 7-segments LED-display, ett RS-232 asynkront seriellt gränssnitt för en teleprinter eller annan terminal. Data och program kunde laddas från och sparas på ett ljudkassettband. Det fanns ett inbyggt maskinkodsövervakningsprogram (monitor) kallat JBUG (analogt med ett operativsystem på en modern dator) programmerat i ett ROM på 1 Kilobyte, och den maximala RAM-kapaciteten på kortet var 512 byte, detta kunde utökas via Motorolas EXORciser-datorbussgränssnittet.
Hårdvaran bestod av två kretskort. Tangentbords- och displaymodulen innehöll en datainmatningssektion med 16 tangenter, åtta funktionstangenter märkta M, E, R, G, V, N, L och P tillsammans med en LED-display med 6 hexadecimala siffror. Tangentbords- och displaymodulen var ansluten till mikrodatormodulen med en 50-polig flatkabel.
Det fanns även ett kretskort med parallell anslutning för generell I/O.
Ett annat populärt monitorprogram för systemet var MIKBUG.